# Episodi di Genitori in blue jeans (terza stagione)
La terza stagione della serie televisiva Genitori in blue jeans è stata trasmessa in anteprima negli Stati Uniti dalla ABC tra il 18 settembre 1987 e il 4 maggio 1988.
| nº | Titolo originale                               | Titolo italiano                          | Prima TV USA      | Prima TV Italia |
| -- | ---------------------------------------------- | ---------------------------------------- | ----------------- | --------------- |
| 1  | Aloha (Part 1 e 2)                             | Aloha (1 e 2 parte)                      | 18 settembre 1987 |                 |
| 2  | Aloha (Part 1 e 2)                             | Aloha (1 e 2 parte)                      | 18 settembre 1987 |                 |
| 3  | Taking Care of Business                        | Gli Affari sono affari                   | 22 settembre 1987 |                 |
| 4  | Not Necessarily the News                       | L'ora del notiziario                     | 29 settembre 1987 |                 |
| 5  | Michaelgate                                    | Brogli elettorali                        | 6 ottobre 1987    |                 |
| 6  | Big Brother's Not Watching                     | Fulmine a ruota libera                   | 13 ottobre 1987   |                 |
| 7  | A Star Is Born                                 | È nata una stella                        | 27 ottobre 1987   |                 |
| 8  | Gone But Not Forgotten                         | Terapia di furto                         | 3 novembre 1987   |                 |
| 9  | Who's Zoomin' Who?                             | Bello come James Dean                    | 10 novembre 1987  |                 |
| 10 | This Is Your Life                              | Allucinazione da...tonsille              | 17 novembre 1987  |                 |
| 11 | Broadway Bound                                 | Broadway                                 | 24 novembre 1987  |                 |
| 12 | The Scarlet Letter                             | Dubbio amletico                          | 1º dicembre 1987  |                 |
| 13 | A Reason to Live                               | Una ragione per vivere                   | 8 dicembre 1987   |                 |
| 14 | Nasty Habits                                   | Né preghiere né minacce                  | 15 dicembre 1987  |                 |
| 15 | The Marrying Kind                              | Evviva la sposa                          | 5 gennaio 1988    |                 |
| 16 | State of the Union                             | Una vita normale                         | 12 gennaio 1988   |                 |
| 17 | The Mom Who Knew Too Much                      | La mamma che sapeva troppo               | 26 gennaio 1988   |                 |
| 18 | Great Expectations                             | Sulle ali dell'amore                     | 9 febbraio 1988   |                 |
| 19 | Dance Fever (Part 1 e 2)                       | Genitorock (1 e 2 parte)                 | 1º marzo 1988     |                 |
| 20 | Dance Fever (Part 1 e 2)                       | Genitorock (1 e 2 parte)                 | 2 marzo 1988      |                 |
| 21 | Bringing Up Baby                               | Aspettando un bebè                       | 9 marzo 1988      |                 |
| 22 | The Obscure Objects of Our Desire (Part 1 e 2) | Tutto in ordine (1 e 2 parte)            | 30 marzo 1988     |                 |
| 23 | The Obscure Objects of Our Desire (Part 1 e 2) | Tutto in ordine (1 e 2 parte)            | 30 marzo 1988     |                 |
| 24 | How the West Was Won (Part 1 e 2)              | Io contesto, tu contesti...(1 e 2 parte) | 26 aprile 1988    |                 |
| 25 | How the West Was Won (Part 1 e 2)              | Io contesto, tu contesti...(1 e 2 parte) | 27 aprile 1988    |                 |
| 26 | Graduation Day                                 | Diploma in ricordi                       | 4 maggio 1988     |                 |